# Gare de Berlin-Tegel
La gare de Berlin-Tegel est une gare ferroviaire allemande de la ligne de Berlin-Schönholz à Kremmen, située dans le quartier de Tegel à Berlin.

## Histoire
À l'époque de l'Empire allemand, le royaume de Prusse ouvre en 1893 la ligne de Berlin-Schönholz à Kremmen pour développer les communes du Pays de l'Havel au nord-ouest de Berlin. Initialement conçue pour un embranchement ferroviaire à voie unique, la gare de Tegel est ouverte p à la circulation le 1er octobre 1893 . Les trains partent initialement de la gare de Stettin sur la ligne de Berlin à Stralsund en direction de Schönholz. Le 20 décembre 1893, le trajet est prolongé jusqu'à Kremmen.
Après la fondation de l'usine Borsig à Tegel en 1898, la ligne gagne en importance pour le trafic de fret. Par conséquent, le trajet menant à la gare de Tegel double et ouvre le 1er octobre 1905. En 1910, les usines AEG ouvrent à Hennigsdorf, après quoi la ligne de Kremmen est mise à niveau de Schönholz à Velten pour devenir la voie mère. Le trafic dense de trains de voyageurs de banlieue, de longue distance et de fret entraine p l'extension à double voie vers Velten dans les années 1921-1927. Peu de temps après la gare de Tegel, une liaison est établie en 1922 avec la ligne industrielle de Tegel à Friedrichsfelde (de), ouvre en 1908. Venant du dépôt de fret de Friedrichsfelde, il relie le port de Tegeler à de nombreuses entreprises industrielles au nord-est de Berlin.
L'électrification a lieu le 16 mars 1927. La ligne de Berlin-Schönholz à Kremmen est jusqu'en 1939 avec la ligne du Wannsee la ligne de banlieue la plus fréquentée de Berlin.
Pendant le Troisième Reich, un camp de travaux forcés est installé à côté de la gare de Tegel pour desservir l'usine de Borsig avec des travailleurs forcés (notamment des Pays-Bas).
Après la Seconde Guerre mondiale, le quartier est en ruine. Seul un tiers des trains, des installations ferroviaires et des bâtiments d'accueil fonctionne encore après la guerre. De plus, comme l'un des derniers actes avant la capitulation, les Allemands ont fait sauter le tunnel nord-sud dans la zone du Landwehrkanal et l'ont inondé dans sa longueur, y compris la gare de Stettin, d'où partaient les trains pour Tegel. Par conséquent, en 1945 et 1946, avec l'effondrement du réseau électrique, les trains sont à vapeur. En tant qu'indemnité de guerre, en 1945, la deuxième voie entre Schönholz et Velten est démantelée et expédiée vers l'Union soviétique. Ainsi, la ligne de Kremmen est à nouveau un embranchement ferroviaire.
Le 16 novembre 1947, le tunnel nord-sud est complètement drainé et mis en service avec le tronçon de la gare de Friedrichstraße à la gare de Stettin.

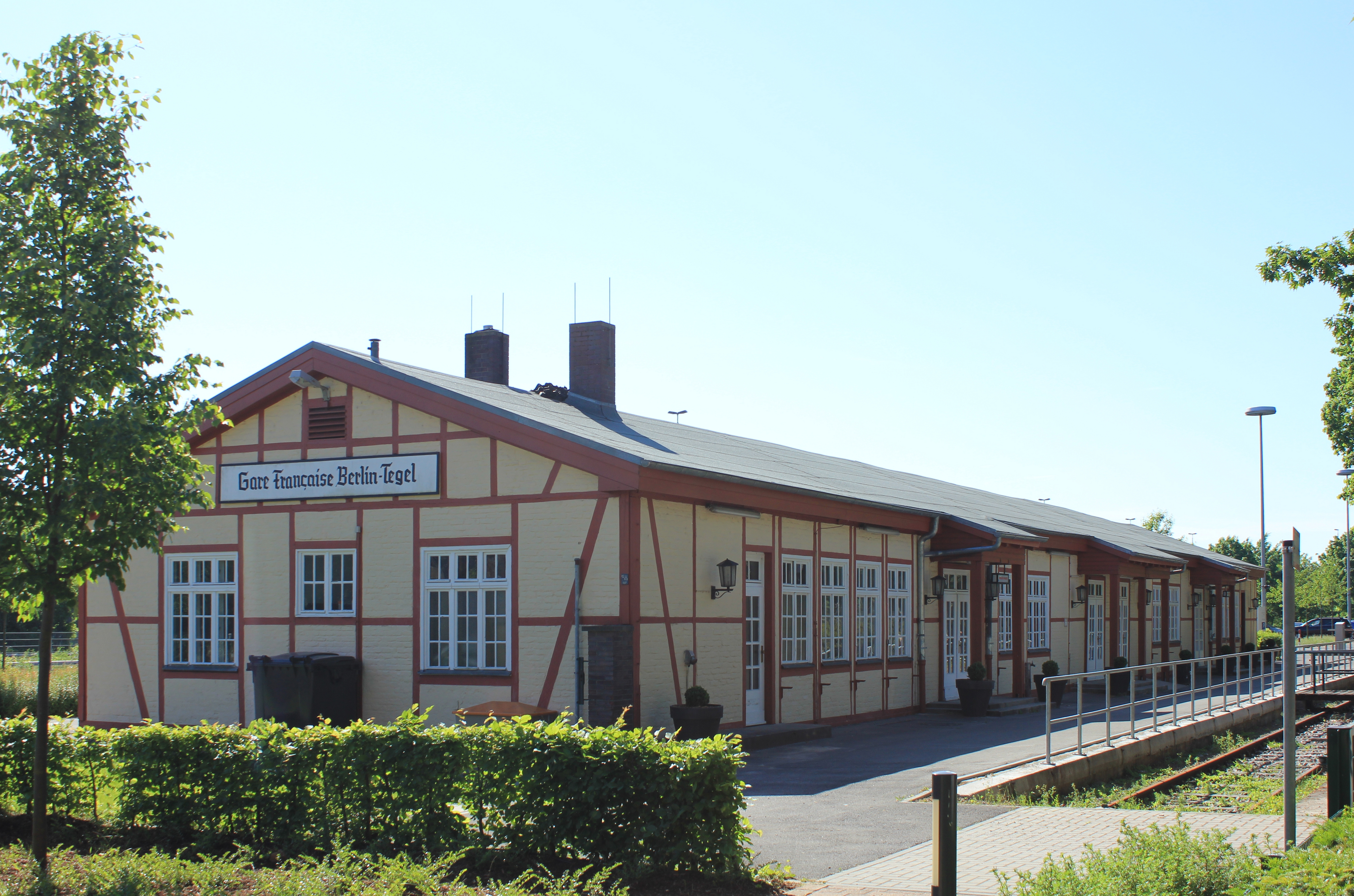
La Gare Française Berlin-Tegel

Située dans le secteur français de la ville berlinoise, la gare de Tegel sert après la guerre pour le transport militaire français. Elle est rouverte le 6 décembre 1947 par le gouverneur militaire de Berlin Jean Ganeval. Pour le chargement de marchandises et de soldats, une partie de la gare de triage de Tegel est saisie par l'armée française, qui la renomme « Gare française Berlin-Tegel ». Le premier train militaire vient le 18 novembre 1947 entre Baden-Baden et Berlin-Wannsee. Le trafic direct entre Tegel et les gares françaises est communément appelé "trains français". Le quartier général des forces armées françaises est créé,  sous le nom de Quartier Napoléon, dans l’ancienne  caserne Hermann Goering. On fait une voie d'évitement de la compagnie Flohr-Otis. Grâce à son extension, un lien vers le barrage Kurt-Schumacher est relié à cette caserne pour un meilleur transport du matériel militaire tel que des chars. Le 24 juin 1948, le blocus commence et se termine le 12 mai 1949. Les trains sont réservés exclusivement aux membres des forces armées françaises (FFA) et aux membres de leur famille et sont utilisés gratuitement. Souvent, ces trains transportent aussi des wagons de marchandises et servent le trafic de marchandises. En cas de décès, les dépouilles sont transférées dans le wagon frigorifique. Les trains militaires français sont présents jusqu'en 1994 de Tegel, en passant par le Ringbahn jusqu'à Strasbourg afin de ramener des soldats français en France.
Le 14 septembre 1994, le dernier train militaire à destination de Strasbourg part, au moment même où la gare française est fermée. Jusqu'en 2004, le bâtiment est le marché des antiquaires, des art et des collectionneurs de Berlin-Nord. En mars 2006, une maison de retraite est construite sur 12 000 m2 du parc de marchandises. Le bâtiment de la gare est acheté et réaménagé par l’opérateur domiciliaire domino-world. Le bâtiment est inclus en tant que monument.
Avec la construction du mur le 13 août 1961, la ligne de Kremmen est également divisée. Heiligensee est la gare d'arrivée du S-Bahn de Berlin-Ouest. Tous les trains longue distance de la RDA se terminent à Velten. Avec la cession des droits d'exploitation du S-Bahn à Berlin-Ouest à la BVG, le 9 janvier 1984, la ligne Schönholz-Tegel-Heiligensee et avec elle la gare de Tegel pour le trafic du S-Bahn ferment. Il ne reste plus que le fret vers Borsig, les "trains français" et les trains à charbon circulant deux à trois fois par semaine pour la centrale de chauffage de Märkisches Viertel, empruntant l'ancienne ligne industrielle Tegel-Friedrichsfelde.
Après la réunification de l'Allemagne, la Chambre des députés de Berlin décide en 1991 de restaurer en grande partie le réseau de S-Bahn de 1961. La rénovation de la ligne de Kremmen, c'est-à-dire le rétablissement du trafic de Schönholz à Hennigsdorf, est décidée. La rénovation doit avoir lieu en deux étapes. Le 28 mai 1995, après le renouvellement du passage à niveau de la voie ferrée Gorkistraße et de certaines structures de pont, la ligne Schönholz-Tegel rouvre ses portes. Après une pause de 37 ans, le premier train entre à la gare de Hennigsdorf le 15 décembre 1998. En 2005, le trajet est prolongé au sud vers la ville de Teltow. Une extension dans le nord de l'ancien terminus de Velten est en cours de discussion.
Dans le cadre de la rénovation de la voie, la gare de Tegel est restaurée à double rail. L'itinéraire en tant que tel reste toutefois à voie unique, permettant un cycle maximum de 20 min de trafic de S-Bahn.
Le 21 août 2012 à 11 h 42, deux wagons d'un train S-Bahn déraillent immédiatement derrière la gare après la sortie en direction de Hennigsdorf à la suite d'une erreur d’aiguillage. Six personnes ont été légèrement blessées.

## Service des voyageurs

### Accueil
La gare a deux sorties des deux côtés de la voie ferrée. L'entrée principale se trouve dans la Buddestrasse, près de l'intersection de la Grußdorffstrasse.

### Intermodalité
La gare est en correspondance avec des lignes d'omnibus de la BVG. La station Alt-Tegel de la ligne 6 du métro de Berlin se trouve à proximité.

## Projet de reconstruction
Dans les prochaines années, une rénovation en profondeur du tronçon entre Schönholz et Tegel sera nécessaire. Dans ce contexte, il est prévu de reconstruire la deuxième ligne de train de banlieue et d'introduire une rotation de 10 minutes pour Tegel. Les Länder de Berlin et du Brandebourg étudient également l’intégration du Prignitz-Express (de) via la ligne de Kremmen à la gare de Berlin Gesundbrunnen, ce qui induit la création d'une troisième voie longue distance entre Schönholz et Tegel pour le trafic régional et le fret. À la gare de Tegel, un arrêt est prévu pour le Prignitz-Express sur une nouvelle plate-forme régionale à réaliser.